# Colombiaanse presidentsverkiezingen 1994
De Colombiaanse presidentsverkiezingen van 1994 werden gewonnen door de liberale Ernesto Samper.

## Uitslag
Eerste ronde
| Partij                | kandidaat                         | stemmen   |
| --------------------- | --------------------------------- | --------- |
| Ernesto Samper        | Colombiaanse Liberale Partij      | 2.623.210 |
| Andrés Pastrana       | Colombiaanse Conservatieve Partij | 2.604.771 |
| Antonio Navarro Wolff | Compromiso Colombia               | 219.241   |

Tweede ronde
| Partij          | kandidaat                         | stemmen   |
| --------------- | --------------------------------- | --------- |
| Ernesto Samper  | Colombiaanse Liberale Partij      | 3.733.366 |
| Andrés Pastrana | Colombiaanse Conservatieve Partij | 3.576.781 |